# الفصيلة (فلم 1995)
الفصيلة (بالإنجليزية: Species) هو فيلم رعب وخيال علمي أمريكي صدر سنة 1995، وأخرجه روجر دونالدسون، بينما تولى دينيس فيلدمان كتابة السيناريو. الفيلم من بطولة كُل من ناتاشا هينستريدج وبن كينغسلي ومايكل مادسن وألفريد مولينا وفورست ويتاكر ومارغ هيلغنبرغر. تدور قصة الفيلم حول طاقم متنوع من العلماء والوكلاء الحكوميين الذين يحاولون تعقب مخلوقة فضائية تُدعى سيل، قبل أن تتمكن من التكاثر وغزو الأرض.

## طاقم التمثيل
- ناتاشا هينستريدج في دور سيل.
  - ميشيل ويليامز في دور سيل كشابة.
  - دانا هي في دور سيل كفضائية.
  - فرانك ويلكر في دور سيل كفضائية (أداء صوتي فقط).
- بن كينغسلي في دور غزافيير فيتش.
- مايكل مادسن في دور بريستون «بريس» لينوكس.
- ألفريد مولينا في دور الدكتور ستيفن آردن.
- فورست ويتكر في دور دان سميتسون.
- مارج هيلجنبرجر في دور الدكتورة لورا بيكر.
- ويب هوبلي في دور جون كاري.
- أنطوني غيديرا[الإنجليزية] في دور روبي
- ماثيو أشفورد في دور رجُل في ناد.

## وصلات خارجية
مقالات تستعمل روابط فنية بلا صلة مع ويكي بيانات